# Branca de França, Duquesa de Orleães
Branca de França (em francês:  Blanche de France; Châteauneuf-sur-Loire, 1 de abril de 1328 — Vincennes, 8 de fevereiro de 1393) foi a filha póstuma do rei Carlos IV de França e sua terceira esposa Joana de Évreux.

## Sucessão

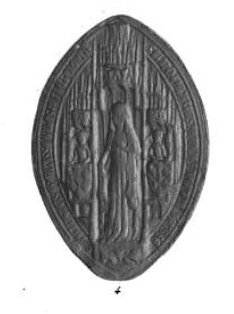
Selo da duquesa Branca.

Tal como aconteceu com o seu irmão antes dele, Carlos IV morreu sem um herdeiro masculino, terminando assim a linha direta da dinastia capetiana. Doze anos antes, uma regra contra sucessão por mulheres, possivelmente derivada da lei sálica, tinha sido reconhecida por controlar a sucessão ao trono francês. A aplicação desta lei barrou a filha de 1 ano de idade do rei, Maria, de ter sucesso como monarca.
Joana também estava grávida no momento de sua morte. Desde que pudesse ter sido possível que desse à luz um filho, a regência foi criada com o herdeiro presuntivo Filipe de Valois, membro da Casa de Valois (o ramo-sênior mais próximo da dinastia Capetiana), sendo o regente. Depois de dois meses, Joana deu à luz Branca. O regente tornou-se assim o rei e em maio foi consagrado e coroado Filipe VI. Neste momento, uma nova regra de sucessão, uma vez mais, sem dúvida, com base na lei sálica, foi reconhecida como proibindo não só a herança por uma mulher, mas também a herança através de uma linhagem feminina.

## Casamento
Branca casou-se no dia 8 de janeiro de 1345 com seu primo Filipe, duque de Orleães, filho do rei Filipe VI de França e da rainha Joana de Borgonha. Eles não tiveram filhos juntos, mas Filipe teve filhos ilegítimos. Ele morreu em 1376, seu título e terras voltam ao domínio real.
Branca morreu em 1392 e está enterrada na capela de Notre-Dame, na Basílica de Saint-Denis.